# Gele dansvlieg
De gele dansvlieg (Empis lutea) is een vlieg uit de familie van de dansvliegen (Empididae). De wetenschappelijke naam van de soort werd in 1804 gepubliceerd door Johann Wilhelm Meigen.